# Autorretrato (Dürer, Munique)
Autorretrato, ou Auto-Retrato aos Vinte e Oito, é um painel de pintura do artista renascentista alemão Albrecht Dürer. Pintado no início de 1500, pouco antes de seu 29º aniversário, é o último de seus três autorretratos pintados. Os historiadores da arte consideram-no o mais pessoal, icônico e complexo de seus autorretratos.
O autorretrato é mais notável por causa de sua semelhança com muitas representações anteriores de Cristo. Os historiadores da arte observam as semelhanças com as convenções da pintura religiosa, incluindo sua simetria, tons escuros e a maneira como o artista confronta diretamente o espectador e levanta as mãos até o meio do peito, como se estivesse abençoando.